# Súng ngắn ổ xoay
Súng ngắn ổ xoay cũng có thể gọi là súng rulô (phiên âm theo từ rouleau, tiếng Pháp nghĩa là cuộn hay con lăn) là loại súng ngắn có hộp đạn kiểu ổ xoay, thông thường chứa 6 viên vì thế thường được gọi là súng lục, nhưng cũng có thiết kế sử dụng nhiều đạn hơn. Đây là loại súng cá nhân, kích thước nhỏ, nhẹ, hộp đạn quay 6 lỗ (hoặc 5, 8, 10, 12), trong đó luôn có một ngăn chứa đạn ở vị trí đồng trục với nòng súng. Súng có khả năng sát thương ở cự li ngắn, từ 25m đến 70m tùy theo độ dài nòng súng và cấu tạo đạn. Nhưng do tính thông dụng trong tiếng Việt nên từ súng lục cũng thường được dùng để chỉ các loại súng ngắn vì đó là loại súng ngắn phổ biến nhất thời thuộc địa của Việt Nam.

## Cấu tạo
Súng ổ quay gồm ổ đạn hình tròn, có các lỗ được tiện đều nhau để nhét đạn hoặc thuốc súng để nhồi đạn vào. Ổ đạn có một bánh răng đồng trục và các lỗ hoặc gờ kim loại được gia công nguội. Phần nòng súng giống như các loại súng khác, tách rời ổ đạn và thẳng hàng với viên đạn và kim hỏa. Phần cò súng có hai cơ chế là hành động đơn và hành động kép, cò súng được gài vào một thanh thép có đầu móc, khi kéo cò, thanh thép bị kéo xuống và đầu móc kéo bánh răng ổ đạn xoay sao cho viên đạn tiếp theo thẳng hàng nòng súng trước khi kim hỏa đập vào. Để cho ổ đạn không bị lệch, một viên bi hoặc miếng kim loại gắn lò xo chặn vào gờ kim loại trên ổ đạn.

## Lịch sử
Súng lục là loại súng ngắn đầu tiên có cơ chế nạp đạn liên tục từ ổ quay bằng cơ cấu then đẩy được tác động bởi lực bóp cò đồng thời với việc giương búa và nhả lò xo búa đập để kích vào hạt nổ của viên đạn. Đây là loại súng bán tự động cơ khí cổ nhất. Người ta có thể tìm thấy dấu vết của nó cùng với loại súng kiểu cần bật bông bằng đồng thanh ra đời vào khoảng năm 1680, được lưu giữ ở Tower London và thuộc J.Dafte, một nhà chế tạo vũ khí London. Một loại súng carbine có thiết kế rất tương tự cũng đã được tìm thấy và lưu lại ở Viện bảo tàng công cộng Milwaukee (Wisconsin, Mỹ). Năm 1814, một thương gia ở Islington, gần London là J. Thomson đã đăng ký phát minh loại súng lục dùng đá lửa chứa một cơ cấu ổ tiếp đạn quay gồm 9 viên và chỉ một nòng. Năm 1818, một người Mỹ là E. Collier (có sự trợ giúp của đại úy A. Weeler và của C. Coolidge), đã tiếp tục với súng săn và một súng lục năm phát, nhờ một khóa nòng xoay. Tiếp sau họ là Devisme rồi Rissac (Pari) và một số nhà phát minh trước khi anh thanh niên S. Colt, 21 tuổi, nhận được giấy phép phát minh ngày 22 tháng 10 năm 1835.

## Phân loại

### Theo tên người phát minh
Hiện nay tồn tại rất nhiều loại súng lục, mà nổi tiếng nhất chắc chắn là những sản phẩm của Mỹ như súng Colt (1836), Ruger hoặc Smith & Wesson.
- Súng Colt (1836): Ngoài là nhà phát minh ra súng lục, S. Colt (1814-1862), người Mỹ, còn là người phổ biến nó nhờ sự hoàn thiện mà ông đem lại cho nó. Ngày 25 tháng 2 năm 1838 ông đã nhận bằng phát minh Mỹ, trong khi ông đã có bằng đó ở Pháp và Anh. Mặc dù có chất lượng tốt song loại súng lục đầu tiên đó lại bán được ít, khiến cho doanh nghiệp của ông bị phá sản. Phải mãi từ năm 1850 loại súng này mới trở nên phổ biến trên toàn thế giới.

### Theo đặc điểm
- Súng lục bán tự động (1895): Được đại tá quân đội Anh là G. V. Fosberry phát minh và đăng ký ngày 16 tháng 8 năm 1895, nó sử dụng lực giật lùi khi bắn để kéo búa kim hỏa lại và xoay ổ đạn một nấc. Súng được tung ra thị trường năm 1901 dưới tên gọi Webley-Fosberry, với cỡ theo quy chế Anh.455" hoặc.38" Colt Automatic.
- Súng lục hai nòng (1856): Loại súng này có một trong các nòng dùng loại đạn bình thường và nòng kia cho đạn đi săn bằng chì, ngoài ra còn tạo thành trục của ổ đạn, đã được F. E. Le Mat, một người Pháp ở New Orleans phát minh ra; nó đã được đăng ký vào năm 1856 và được sử dụng trong suốt cuộc chiến tranh ly khai ở Mỹ. Việc chế tạo nó được tiếp tục với những sự may rủi khác nhau cho tới khoảng năm 1875.

## Ảnh

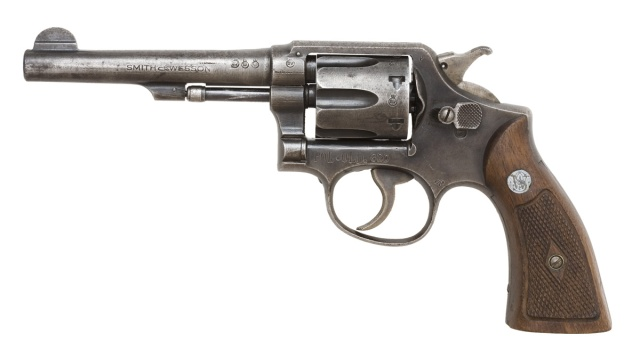
Smith & Wesson M&P
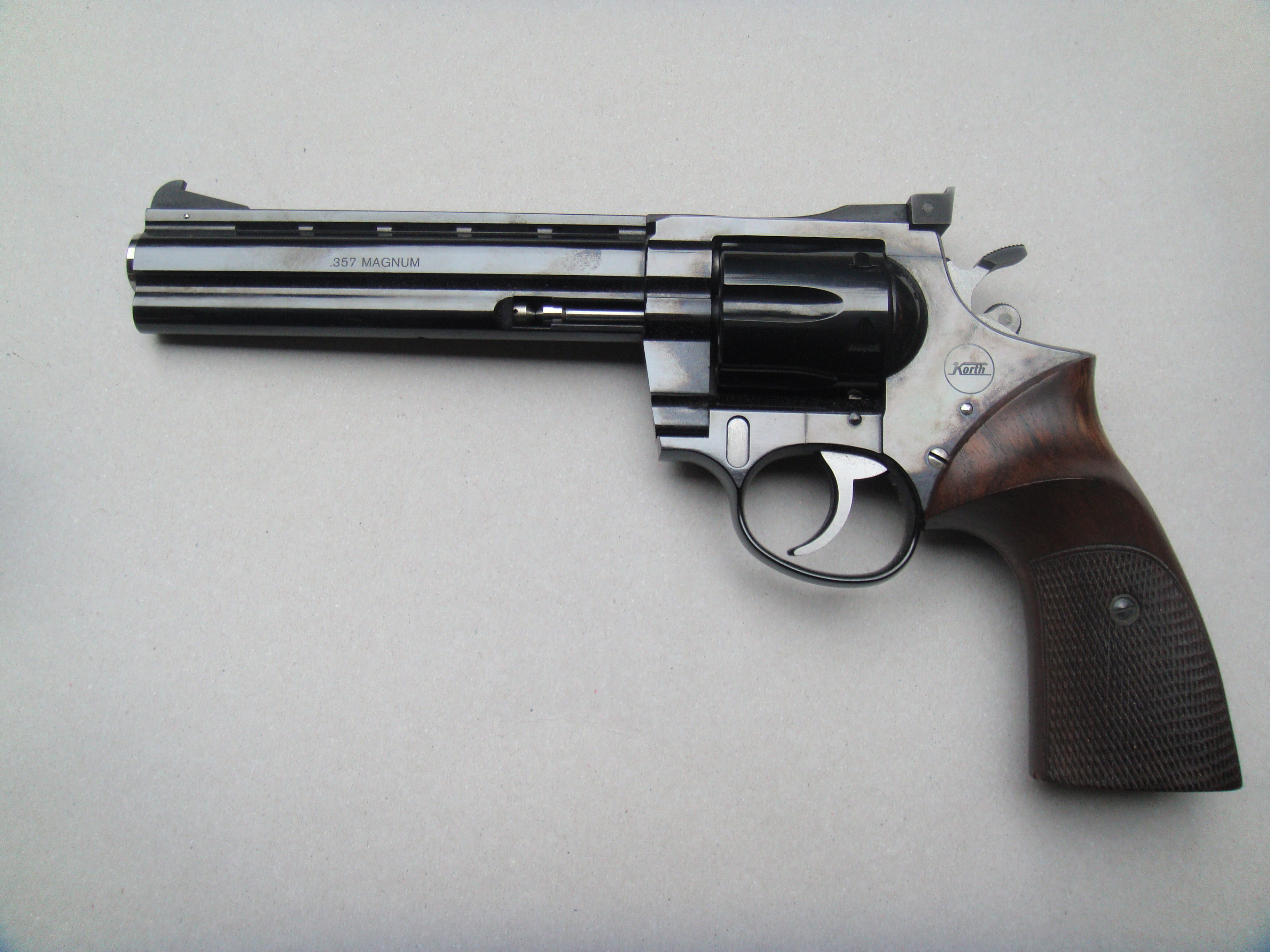
Korth Combat
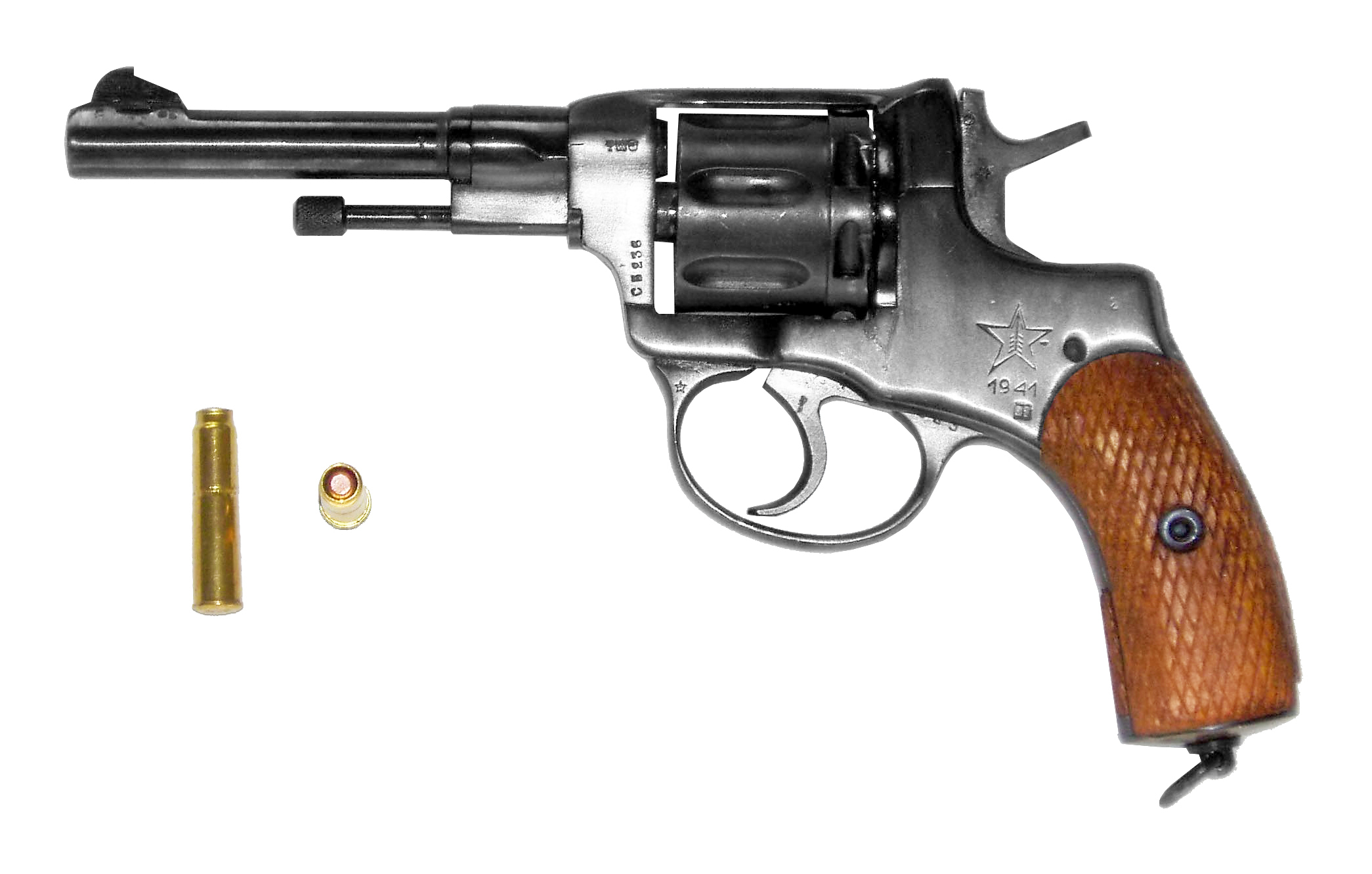
Nagant M1895
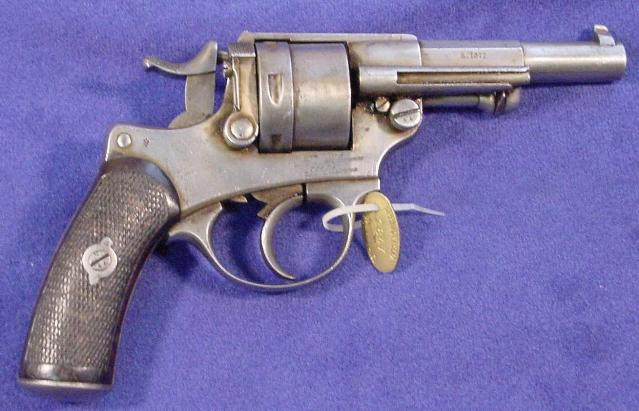
MAS 1873
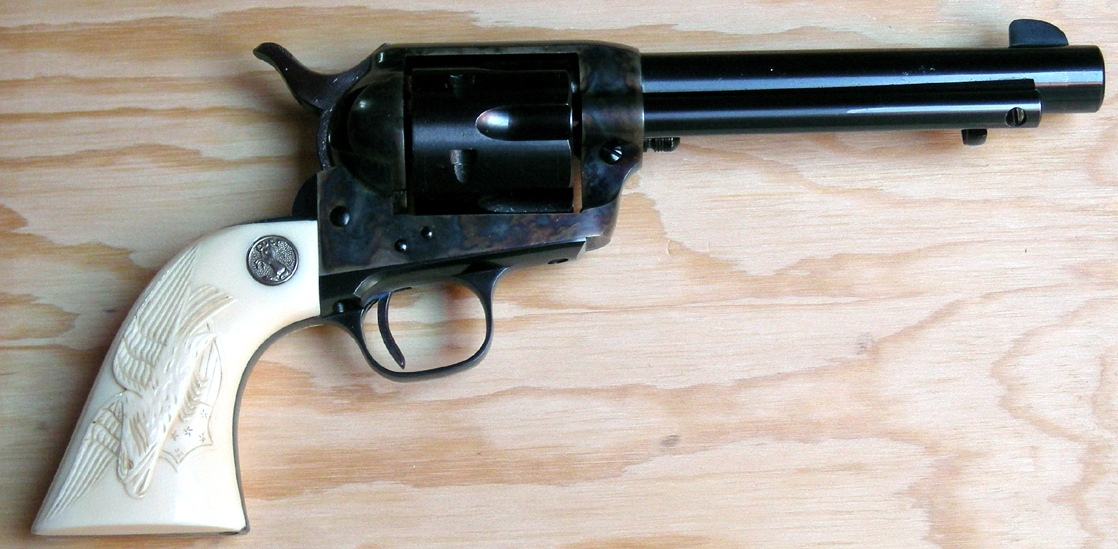
Colt SAA
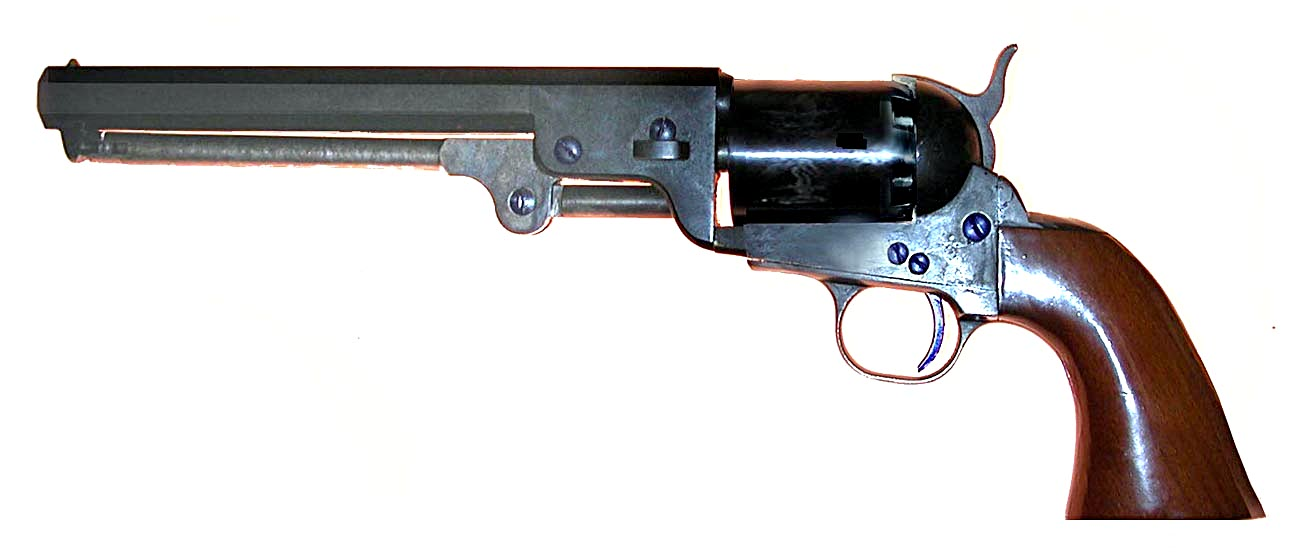
Colt Navy M1851
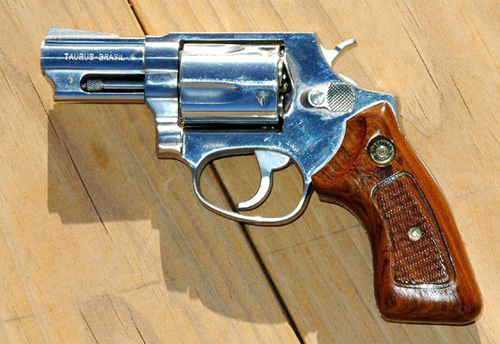
Taurus 605
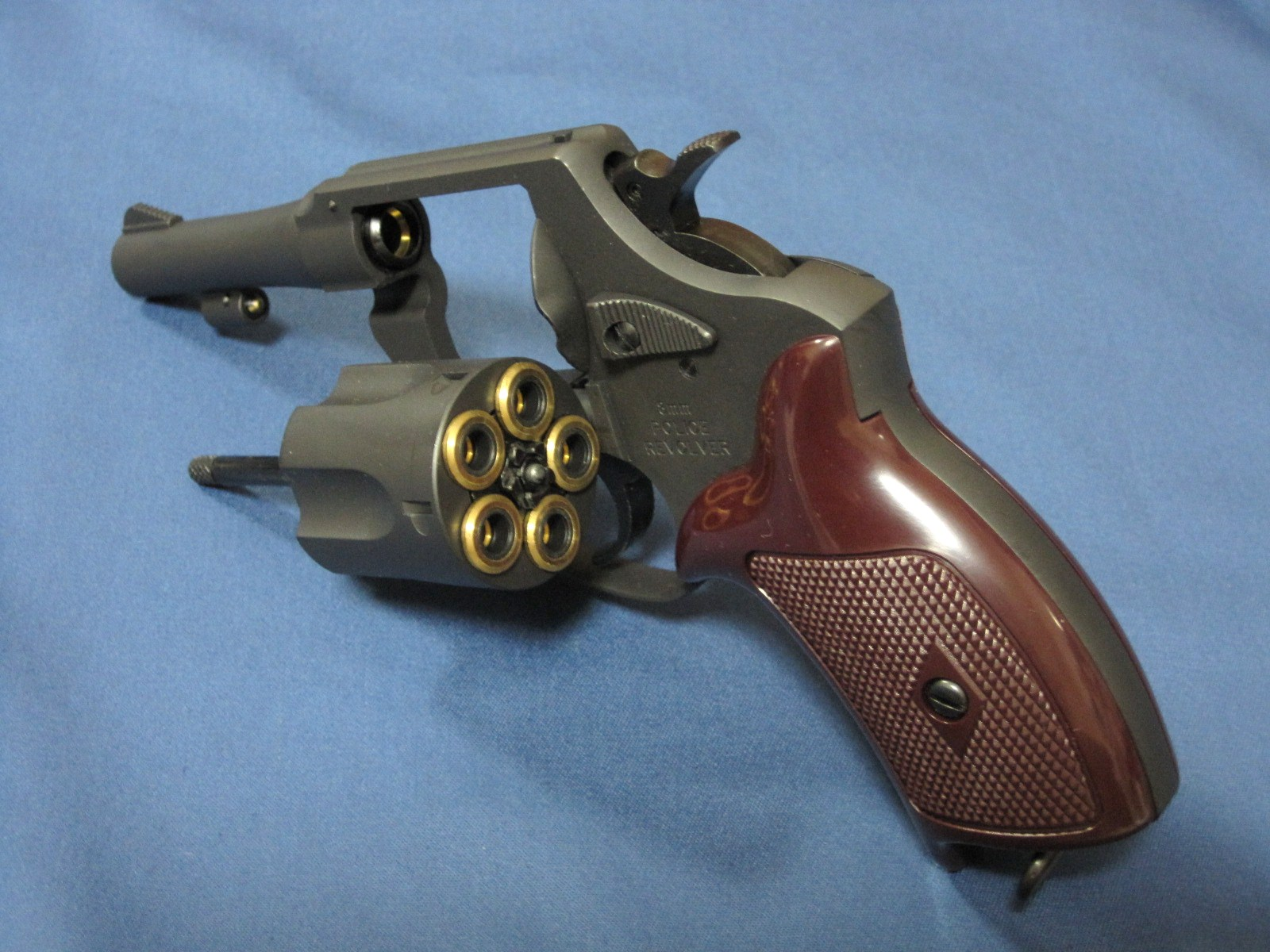
New Nambu M60
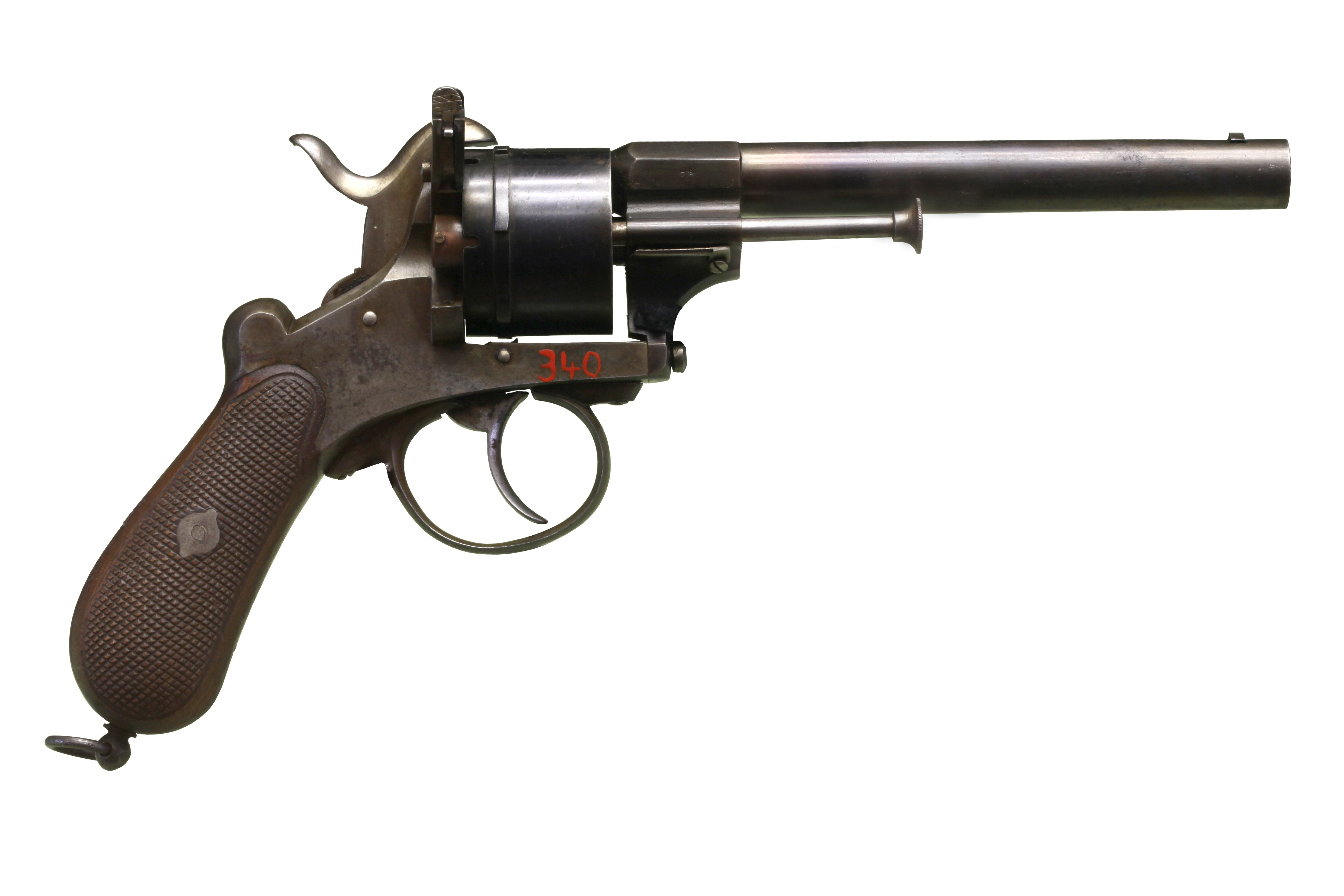
Lefaucheux M1858
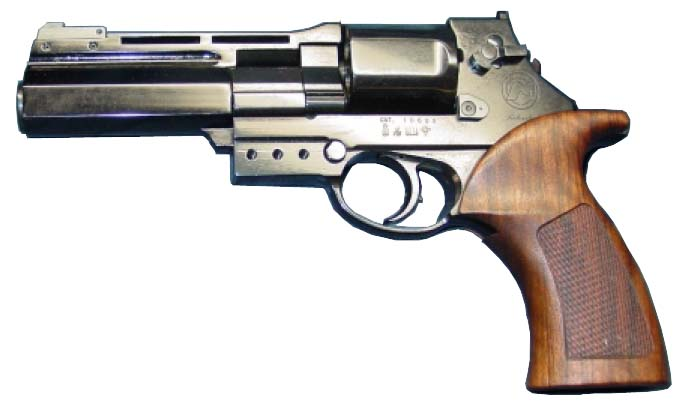
Mateba Model 6 Unica
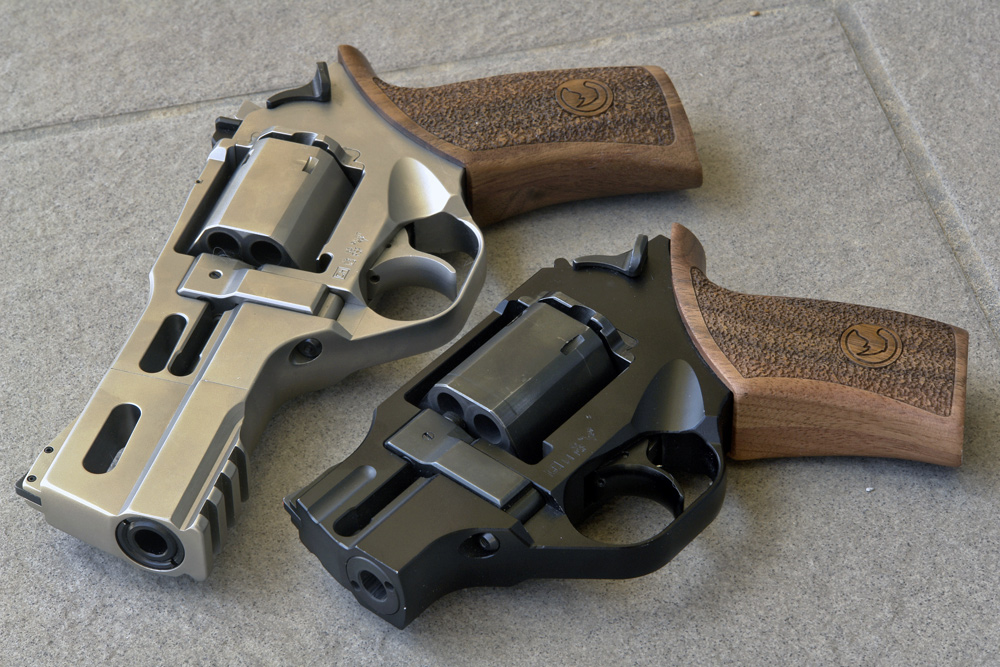
Chiappa Rhino
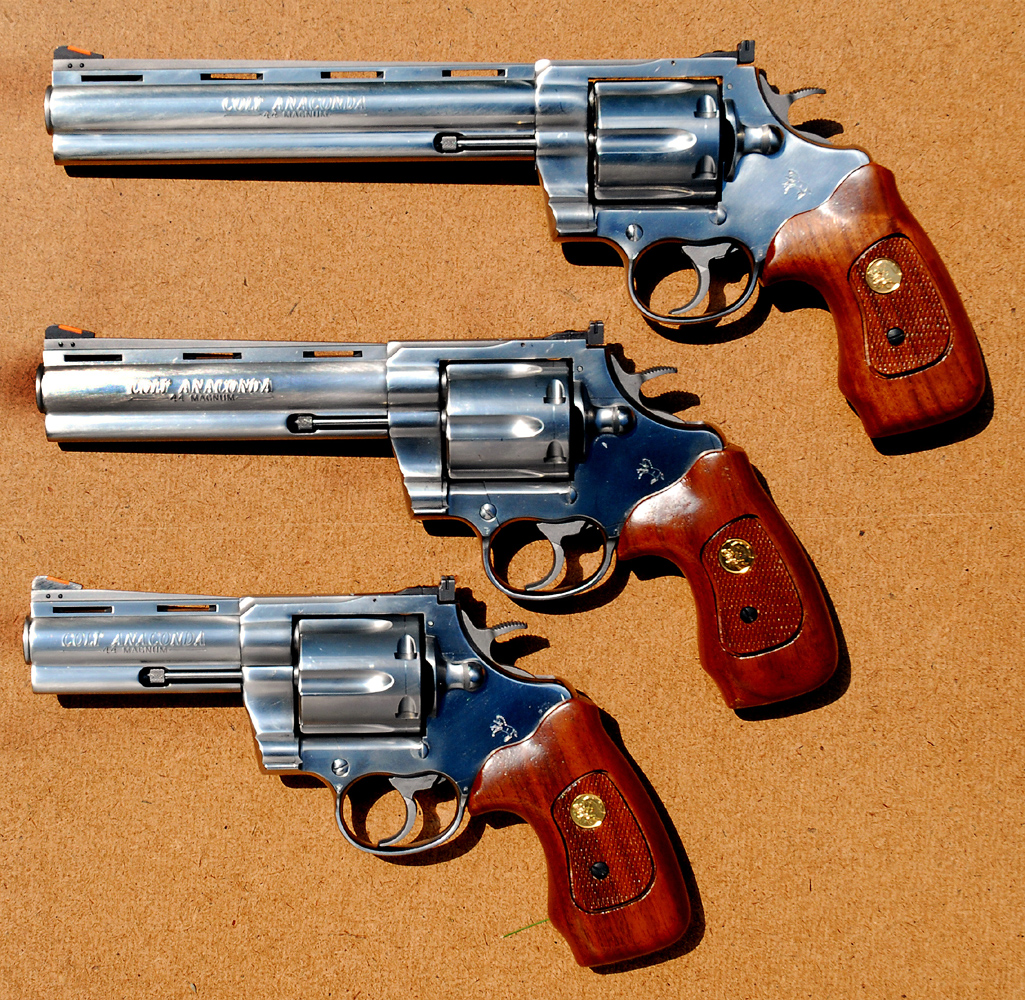
Colt Anaconda
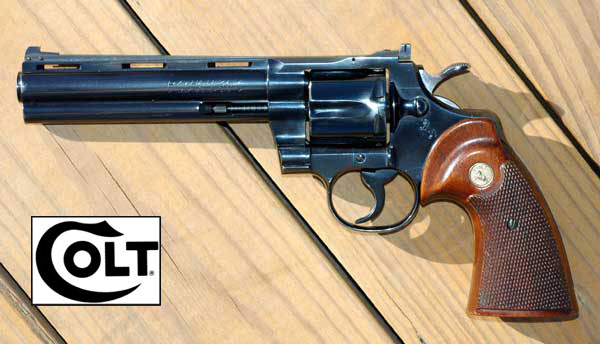
Colt Python
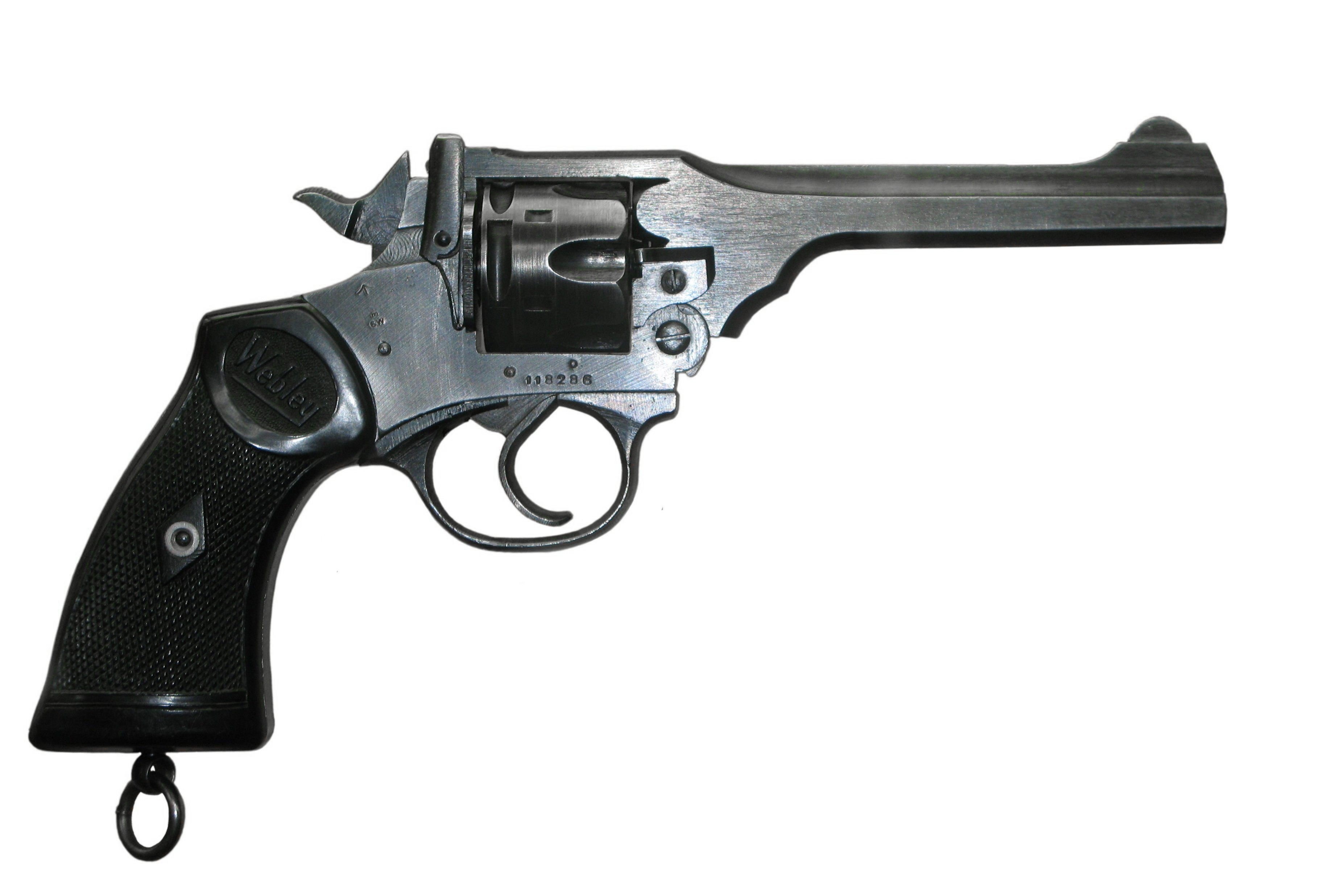
Webley Mk IV
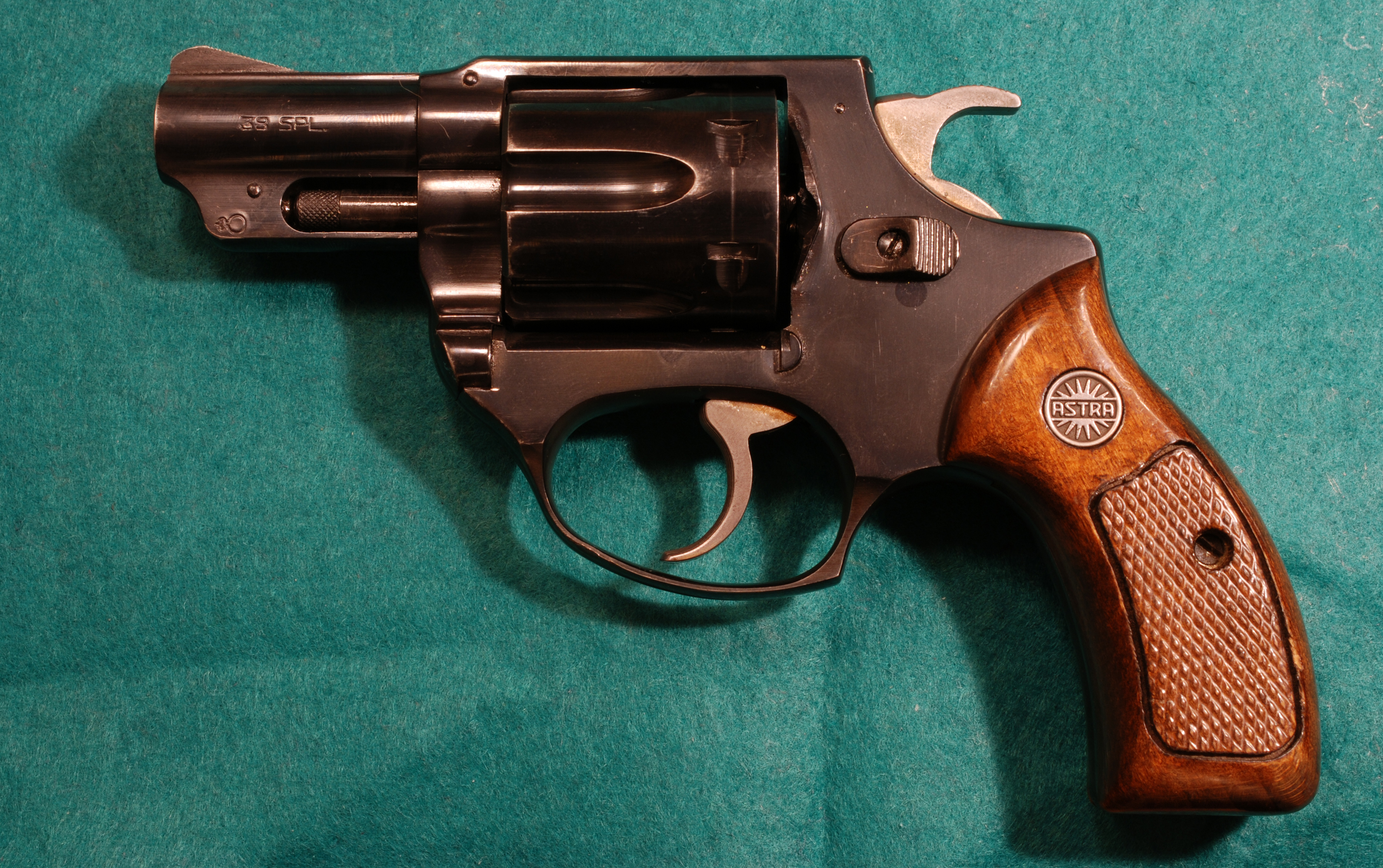
Astra 680